# 국민동맹 (미국)

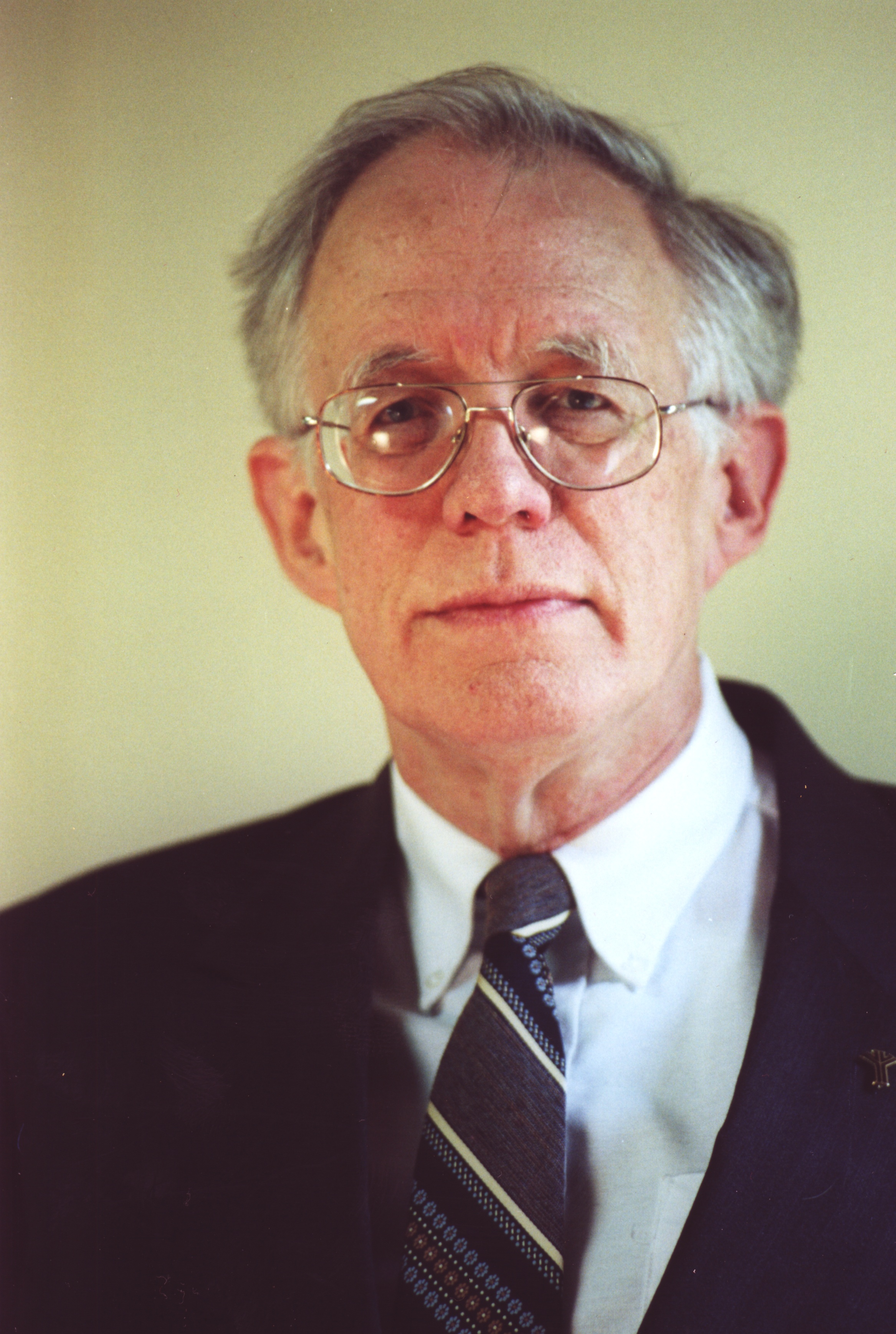
민족 동맹의 창립자인 윌리엄 루터 피어스의 사진

국민동맹(영어: National Alliance)은 미국의 백인우월주의, 반유대주의 정치 단체이다. 1974년, 미국의 한 물리학 교수 윌리엄 루터 피어스에 의해 창당되었으며, 웨스트버지니아주에 지지기반을 두고 있다. 현재 당수는 윌 윌리엄스이다. 미국의 게임 회사 레지스탕스 레코드를 소유하고 있는 곳으로 유명하며, 반유대주의와 인종주의 성향의 컴퓨터 게임인 인종청소를 기획한 곳으로도 유명하다.

## 역사
이 당의 창립자인 오리건 주립 대학교 물리학 교수 윌리엄 루터 피어스는, 철저한 네오나치즘을 신봉했던 사람이었으며, 범신론 교회를 만들고, 동시에 백인 혁명을 주장하며, 국민동맹을 1974년에 창당했다. 또한 그는, 1974년까지 미국 나치당의 조지 링컨 록웰과 동료 관계를 맺고 있었으며, "국민사회주의 세계"라는 잡지의 편집인을 맡고 있었다. 피어스는 암으로 2002년 7월 23일에 사망했다.

## 같이 보기
- 미국 나치당